# Dobera
Dobera – rodzaj z rodziny Salvadoraceae. Obejmuje dwa gatunki. D. loranthifolia rośnie we wschodniej Afryce od Somalii po Mozambik, a D. glabra od Sudanu po Kenię, a także na Półwyspie Arabskim i w Indiach. Rośliny te zasiedlają suche siedliska. Włókniste pędy tych roślin wykorzystywane były do czyszczenia zębów. Owoce są jadalne.

## Morfologia
PokrójKrzewy i drzewa różniące się od podobnych roślin z rodzaju Azima brakiem cierni.
LiścieNaprzeciwległe, pojedyncze, z drobnymi przylistkami. Blaszka liściowa zwykle skórzasta, całobrzega.
KwiatyObupłciowe lub rozdzielnopłciowe, drobne, promieniste, zebrane w złożone lub pojedyncze grona. Kielich 4-dzielny, z działkami ułożonymi dachówkowato, zachodzącymi na siebie. Płatki korony 4, rzadziej 5. Pręciki cztery, z nitkami zrośniętymi w dole w rurkę. Zalążnia górna, jednokomorowa, z jednym lub dwoma zalążkami, zwieńczona krótką szyjką słupka i tępym lub uciętym znamieniem.
OwoceEliptyczne jagody dojrzewające na krótkim gynoforze. Pojedyncze zwykle nasiono ma twardą łupinę.

## Systematyka
Jeden z rodzajów rodziny Salvadoraceae.
Wykaz gatunków
- Dobera glabra (Forssk.) Juss. ex Poir.
- Dobera loranthifolia (Warb.) Harms